# گرنچارا
گرنچارا (به صربی: Grnčara) یک منطقهٔ مسکونی در صربستان است که در لوزنیسا واقع شده‌است. گرنچارا ۶۵۴ نفر جمعیت دارد.